# Рудоловичі
Рудоловичі (пол. Rudołowice) — село на Закерзонні, в Польщі, у гміні Розвинниця Ярославського повіту Підкарпатського воєводства.
Населення — 1424 особи (2011).

## Розташування
Знаходиться в західній частині Надсяння. Розташоване на відстані 1 км на південний схід від адміністративного центру ґміни Розвинниці, 9 км на південний захід від повітового центру Ярослава і 45 км на схід від воєводського центру Ряшева. Через село проходить воєводська дорога № 880. Лежить над річкою Молочкою — правою притокою Віслоку.

## Історія
Село вперше згадується в 1393 р., коли було у володінні Миколая Мзуровського, який і заснував латинську парафію. Після захоплення Галичини Польщею була почата колоніальна політика латинізації і полонізації українських земель.
За податковим реєстром 1515 р. у володінні Андрія Чурила був млин, а у володінні Дершняка були 8 ланів (коло 200 га) оброблюваної землі та 6 ланів необроблюваної землі, корчма.
За податковим реєстром 1589 р. село належало до фортеці Ярослав 12 і 1/4 лану (коло 306 га) оброблюваної землі та 2 і 1/2 лану оброблюваної землі у володінні курії, 1 загородник із земельною ділянкою та 5 без неї, 7 коморників з тягловою худобою і 7 без неї.
Село постраждало внаслідок татарських набігів 1623 і 1624 рр. До 1772 року Рудоловичі входили до складу Перемишльської землі Руського воєводства Королівства Польського.
Унаслідок півтисячоліття дискримінації українці західного Надсяння в XIX ст. опинилися в меншості. Чисельність українців-грекокатоликів Рудолович постійно зменшувалась, ще в 1831 р. їх налічувалось 62 парафіян, які ходили до церкви парафії Розвинниця, а з 1842 р. — до парафії Полнятичі, обидві парафії належали до Порохницького деканату Перемишльської єпархії.
Відповідно до «Географічного словника Королівства Польського» в 1880 р. Рудоловичі знаходились у Ярославському повіті Королівства Галичини і Володимирії, в селі було 107 будинків і ще 9 на землях фільварку графині Дембінської, загалом було 682 мешканці, з них 9 греко-католиків, 621 римо-католик і 52 юдеї.
Після розпаду Австро-Угорщини і утворення 1 листопада 1918 р. Західноукраїнської Народної Республіки Рудоловичі разом з усім Надсянням були окуповані Польщею в результаті кривавої війни. За переписом 30 вересня 1921 р. в селі були 955 жителів, з них 897 були римо-католиками, 23 — греко-католиками, а 35 — юдеями. Рудоловичі входили до Ярославського повіту Львівського воєводства, в 1934—1939 рр. — у складі ґміни Розьвениця. Українці не могли протистояти антиукраїнському терору після Другої світової війни.
У 1975—1998 роках село належало до Перемишльського воєводства.

## Демографія
Демографічна структура станом на 31 березня 2011 року:
|          | Загалом | Допрацездатний вік | Працездатний вік | Постпрацездатний вік |
| -------- | ------- | ------------------ | ---------------- | -------------------- |
| Чоловіки | 707     | 160                | 477              | 70                   |
| Жінки    | 717     | 144                | 426              | 147                  |
| Разом    | 1424    | 304                | 903              | 217                  |